# Erich-Martens-Stadion
Das Erich-Martens-Stadion ist ein Fußball- und Leichtathletikstadion in der nordrhein-westfälischen Stadt Bünde im Kreis Herford. 

## Lage und Ausstattung
Das Stadion liegt im Stadtteil Ennigloh westlich der Kloppenburgstraße. Das Erich-Martens-Stadion hat heute eine Kapazität von 5000 Zuschauern, nach anderen Quellen 4.000 Plätze. Auf der Geraden der Eingangsseite befinden sich zwei Stehstufen, die durch das Dach des Sozialtrakts überdacht sind. Die gegenüberliegende Gerade verfügt über vier unüberdachten Stufen. Im mittleren Drittel der Geraden gibt es Sitzplätze. Die Spielfläche aus Naturrasen ist von einer Aschenbahn umgeben. Das Stadion verfügt über eine Flutlichtanlage. Benannt wurde das Stadion nach Erich Martens, einem Ehrenmitglied des Bünder SV und von 1946 bis 1964 Amtsdirektor im Amt Ennigloh.

## Geschichte
Das Erich-Martens-Stadion wurde in den 1950er Jahren erbaut und war zunächst die Spielstätte des SV Ennigloh 09. Dieser spielte in der Saison 1952/53 in der höchsten westfälischen Amateurliga und fusionierte im Jahre 1973 mit der SG Bünde 08 zum Bünder SV. Dieser schaffte im Jahre 1975 den Aufstieg in die Verbandsliga, die seinerzeit höchste Amateurliga Westfalens. Drei Jahre später qualifizierten sich die Bünder für die neu geschaffene Oberliga Westfalen, der die Mannschaft bis 1981 angehörte. Als Zuschauerrekord im Erich-Martens-Stadion gilt ein nicht näher bezeichnetes Meisterschaftsspiel gegen den SC Herford vor 6.000 Zuschauern.
Dreimal spielte der Bünder SV im Rahmen des DFB-Pokals im Erich-Martens-Stadion. In der Saison 1975/76 trennten sich die Bünder in der ersten Runde mit 2:2 nach Verlängerung vom 1. FC Pforzheim. Im Wettbewerb 1980/81 schlug die Mannschaft in der ersten Runde Südwest Ludwigshafen mit 2:0 und in der zweiten Runde die SpVg Frechen 20 mit 3:1. Für die Pokalspiele gegen den FC Bayern München (1975) und Borussia Mönchengladbach (1980) wich der Verein in das Herforder Ludwig-Jahn-Stadion aus, da dieses über eine höhere Kapazität verfügt. 
Arminia Bielefeld trug drei Spiele im Intertotopokal im Bünder Erich-Martens-Stadion aus. Am 26. Juni 1982 trennte sich die Arminia von Widzew Łódź aus Polen vor 2000 Zuschauern mit 1:1. Am 2. Juli 1983 verloren die Bielefelder gegen Hammarby IF aus Schweden vor 2800 Zuschauern mit 0:2. Ebenfalls mit 0:2 verlor die Arminia am 17. Juli 1985 gegen den SK Sturm Graz aus Österreich.